# Simmert
Simmert (dansk) eller Zimmert (tysk) er en bebyggelse beliggende nordøst for landsbyen Risby på halvøen Svans i det østlige Sydslesvig. Administrativt hører stedet under Risby kommune i Rendsborg-Egernførde kreds i den nordtyske delstat Slesvig-Holsten. I kirkelig henseende hører lokaliteten under Siseby Sogn. Sognet lå i den danske periode indtil 1864 i Risby Herred (senere Svans Godsdistrikt). 
Simmert hørte i 1500-tallet under Stubbe og senere under Krisby gods. I 1800-tallet fandtes der både skole og kro i Simmert. Bebyggelsen nævnes i Schultzes afhandling om Treårskrigen. 
Simmert er første gang nævnt 1462 som Symmerde. Stednavnets første led henføres til dansk simmer som ældre udtryk for sjagger. Efterleddet -t henføres til ved (gl.da. with) for skov. 